# Auribeau-sur-Siagne
Auribeau-sur-Siagne är en kommun i departementet Alpes-Maritimes i regionen Provence-Alpes-Côte d'Azur i sydöstra Frankrike. Kommunen ligger  i kantonen Grasse-Sud som ligger i arrondissementet Grasse. År 2022 hade Auribeau-sur-Siagne 3 346 invånare.

## Befolkningsutveckling
Antalet invånare i kommunen Auribeau-sur-Siagne
Referens: INSEE

## Galleri

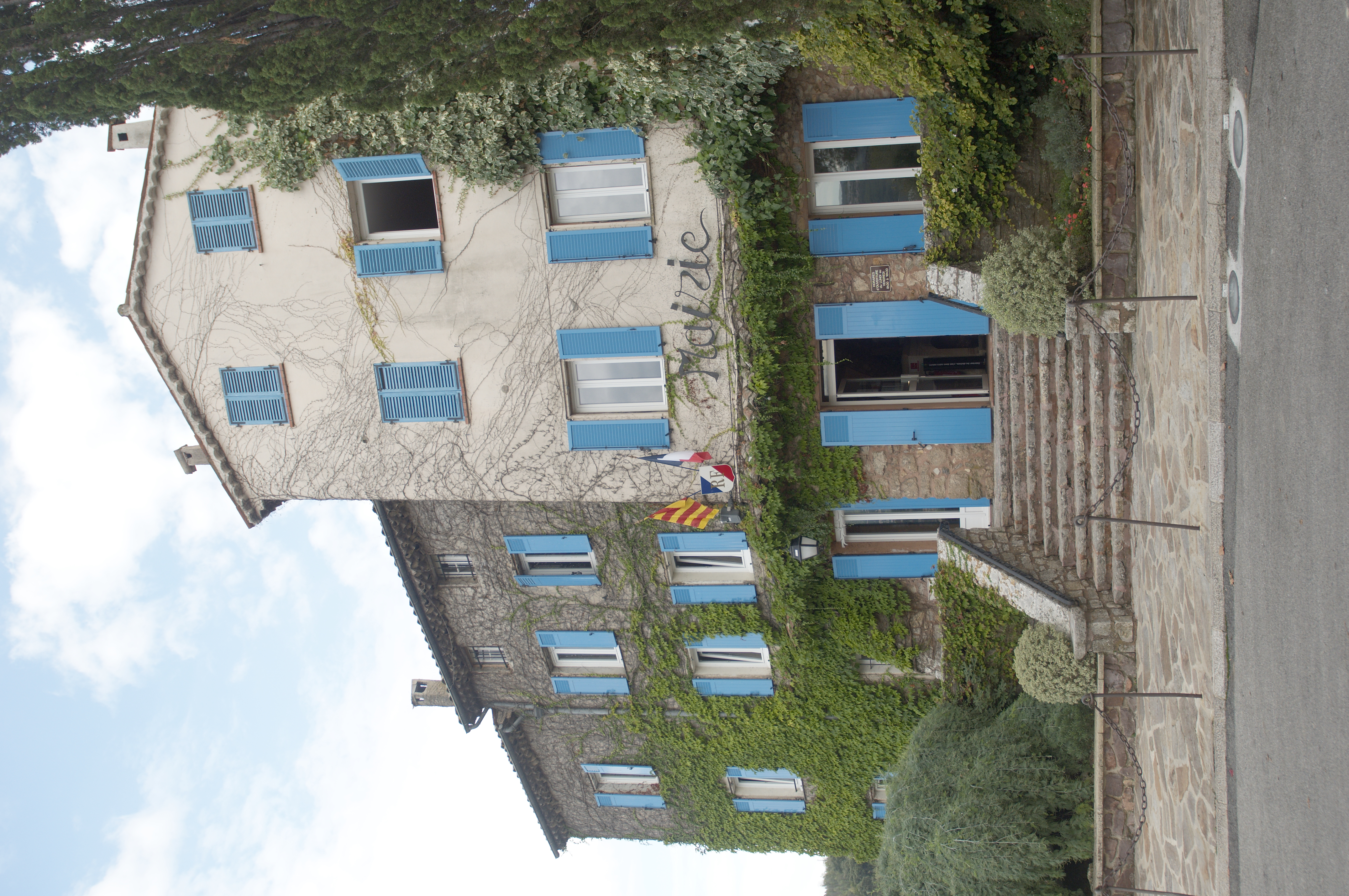
Rådhuset